# J.C. Flowers & Co.
J.C. Flowers & Co. este o firmă americană de investiții de capital privat, axată pe investiții în sectorul serviciilor financiare. Firma, fondată în 2001, are sediul în New York City și condusă de miliardarul J. Christopher Flowers, fost partener Goldman Sachs. Începând cu 2017, firma a investit mai mult de 15 miliarde de dolari în capital.
JC Flowers administrează două fonduri de capital privat, J.C. Flowers I LP, închis în 2002 cu 900 milioane USD din capital angajat, și J.C. Flowers II LP, închis în 2006 cu 7,0 miliarde USD capital angajat. Ambele fonduri sunt concentrate exclusiv pe sectorul serviciilor financiare. JC Flowers în Europa este condusă de directorul său general, David Morgan.